# Joe Lee
Joe Lee (* 6. Oktober 1989 in London) ist ein englischer Squashspieler. 

## Karriere
Joe Lee begann seine Karriere im Jahr 2006 und gewann bislang acht Titel auf der PSA World Tour. Seine beste Platzierung in der Weltrangliste erreichte er mit Rang 29 im Mai 2014. Bei der Squash-Weltmeisterschaft 2012 schied er nach erfolgreicher Qualifikation in der zweiten Runde gegen Amr Shabana aus. 2013 startete er direkt im Hauptfeld, unterlag aber in seiner Auftaktpartie Saurav Ghosal.
Sein Vater Danny Lee war ebenfalls Squashspieler, sein Bruder Charlie spielt ebenfalls auf der World Tour. Joe Lee ist verheiratet und hat eine Tochter.

## Erfolge
- Gewonnene PSA-Titel: 8